# Crocogma isocola
Crocogma isocola är en fjärilsart som beskrevs av Edward Meyrick 1918. Crocogma isocola ingår i släktet Crocogma och familjen Lecithoceridae. Inga underarter finns listade i Catalogue of Life.